# Gustave Roud
 (novembre 2020).
Gustave Roud, né le 20 avril 1897 à Saint-Légier, au-dessus de Vevey, et décédé le 10 novembre 1976 à l'hôpital de Moudon, est un poète et un photographe suisse romand.

## Biographie
A l'âge de 11 ans, Gustave déménage à la campagne avec sa famille en 1908 à Carrouge dans le Haut-Jorat, dans une ferme héritée du grand-père maternel. Il y passa toute sa vie avec sa sœur Madeleine, son aînée de quatre ans, jusqu'à sa mort,.
Au collège, Gustave Roud assiste notamment aux cours d'Ernest Ansermet, par ailleurs chef d'orchestre, pour les mathématiques, et de l'écrivain romand Edmond Gilliard pour le français. Il suit ensuite des études classiques à Université de Lausanne et obtient une licence ès lettres en 1915. Vivant de sa plume, il traduit les poésies de Hölderlin, Novalis et Rilke. Collaborateur aux Cahiers vaudois et à la Revue Romande, il participe activement aux activités du journal Aujourd'hui (1929-1931) ainsi qu'aux éditions de la Guilde du livre, fondées en 1936.
Vivant dans la ferme familiale de Carrouge avec sa sœur, il se consacre à la poésie tout en pratiquant la traduction des romantiques allemands. S'il peut écrire que la poésie est "sa seule passion", la réalité est plus complexe. Comme l'atteste son Journal, tenu de 1916 aux années 1970, Roud exprime dans son art poétique les tourments métaphysiques et existentiels que lui inspirent la vie et la contemplation de la nature, mais aussi ce qu'il qualifie lui-même de sa "différence". Le poète vit en effet son homosexualité à la fois comme une grâce et comme une souffrance sans remède. Il trouve dans la compagnie platonique de ses amis les paysans une consolation à l'inachèvement de sa passion pour la beauté masculine, dont il héroïse l'image dans ses textes, dans son Journal mais aussi par les photographies qu'il réalise de ses amis, Olivier (son grand amour idéal), Fernand, Robert etc. Le tragique d'une vie vécue "par procuration", selon ses propres mots, hante le poète dont le Journal témoigne du tempérament douloureux et fataliste. Gustave Roud publie de nombreux recueils et entretient de nombreuses amitiés avec des artistes, des poètes, des hommes de lettres et des musiciens (c'est un mélomane averti) : Charles Ferdinand Ramuz, Ernest Ansermet et René Auberjonois, Maurice Chappaz. Gustave Roud a exercé une influence considérable sur de nombreux poètes contemporains : Philippe Jaccottet, Jacques Chessex ou Anne Perrier.
Considéré comme l'un des plus grands poètes de Suisse romande, Gustave Roud, tente par sa poésie consacrée à un sujet extérieur, les paysages du Haut-Jorat, d'accéder à la perception d'un ailleurs, d'un paradis perdu qui n'est pas que naturel, mais aussi humain.

« Méditations lentes, patientes, soutenues par le rythme de la marche ou suggérées par un paysage, les proses roudiennes décrivent les conditions d'apparitions des signes du paradis, des messages venus d'ailleurs. »

— Roger Francillon, vol. III, p. 116.
Après son décès, une Association des Amis de Gustave Roud se constitue et publie, depuis 1982, les Cahiers Gustave Roud comprenant de nombreux textes inédits. Vingt-six ans après la mort de l'écrivain, l'édition parisienne le redécouvre et la collection de poche Poésie/Gallimard publie en un volume son Air de la solitude ainsi que son premier poème paru Adieu, puis Pour un moissonneur et Requiem, dédié à sa mère. Le même éditeur publie la correspondance entre le poète de Carrouge et Philippe Jaccottet.
Le 7 février 2002, dans la série Une vie une œuvre, France Culture diffuse une émission consacrée à Gustave Roud, produite par Catherine Soullard, dans laquelle interviennent Maurice Chappaz, Jacques Chessex et Philippe Jaccottet.
Il a réalisé environ 13 000 photographies, principalement de paysages et de corps (masculins) au travail des champs, dont seulement 200 ont été publiées.
Le Conseil d'État du canton de Vaud dédie l'année 2015 à Gustave Roud. Un site est mis en ligne à cette occasion et quatre expositions sont organisées.

## Œuvres

### Œuvres anthumes, publiées de son vivant
- Adieu, Lausanne, Au Verseau, 1927. Rééd. Porrentruy, Aux Portes de France, 1944.
- Feuillets, Lausanne, Mermod, 1929.
- Essai pour un paradis, Lausanne, Mermod, 1932.
- Petit traité de la marche en plaine suivie de lettres, dialogues et morceaux, Lausanne, Mermod, 1932.
- Pour un moissonneur, Lausanne, Mermod, 1941, Prix Rambert 1941[10].
- Air de la solitude, Lausanne, Mermod, 1945.
- Haut-Jorat, Lausanne, Éditions des Terreaux, 1949 - rééd. Fata Morgana, 2011.
- Écrits I, II, Lausanne, Mermod, 1950.
- Le Repos du cavalier, Lausanne, Bibliothèque des Arts, 1958.
- Requiem, Lausanne, Payot, 1967.
- Campagne perdue, Lausanne, Bibliothèque des Arts, 1972.

### Œuvres posthumes
- Trois poèmes anciens, Montpellier, Fata Morgana, 1976
- Écrits I, II, III, Lausanne, Bibliothèque des Arts, 1978
- Journal, éd. Philippe Jaccottet, Vevey, Bertil Galland, 1982
- Essai pour un paradis ; Petit traité de la marche en plaine, Lausanne, L’Âge d’Homme, Poche Suisse, 1984
- Air de la solitude, Montpellier, Fata Morgana, 1988
- Les Fleurs et les saisons, Genève, La Dogana, 1991
- Air de la solitude ; Campagne perdue, préface de Jacques Chessex, Lausanne, L’Âge d’Homme, Poche Suisse, 1995
- Adieu ; Requiem, postface de Claire Jaquier, Genève, Minizoé, 1997
- Hommage, Toute-puissance de la poésie (Scène), Paris, La Triplette Infernale, 1997
- Halte en juin, gravures de Gérard de Palézieux, postface de Claire Jaquier, Montpellier, Fata Morgana, 2001
- Image sans emploi, gravures de G. de Palézieux, Montpellier, Fata Morgana, 2002
- Air de la solitude et autres écrits, préface de Philippe Jaccottet, Paris, Poésie/Gallimard, 2002
- Le Repos du cavalier, préface de Jacques Roman, Vevey (Suisse), L'Aire bleue, 2003 ; nouvelle éd. avec une postface de James Sacré (« Aimé parmi les autres »), Paris, Éditions Fario, 2009
- Journal, Carnets, cahiers et feuillets, 1916-1971, éd. Anne-Lise Delacrétaz et Claire Jaquier, Moudon, éd. Empreintes, 2004
- Entretiens, édition établie, annotée et préfacée par Émilien Sermier (« La Poésie en personne »), Paris, Éditions Fario, 2019 (avec des photographies de Gustave Roud)
- Petit traité de la marche en plaine, avec une postface de James Sacré, Paris, Éditions Fario, 2019
- Campagne perdue, Paris, Éditions Fario, 2020
- Essai pour un paradis, suivi de Pour un moissonneur, préface de Maryline Desbiolles, Genève, Éditions Zoé, 2021

### Textes non-réédités[11]
- Haut-Jorat, paru dans Aspects scientifiques et littéraires du Pays de Vaud, n° spécial de Suisse Contemporaine, Lausanne, La Concorde, 1949
- Visite au dragon Ramseyer, paru dans La Guilde du Livre no 3, Lausanne, mars 1946
- Poésie éternelle, paru dans Pour l'Art, novembre-décembre 1950

### Photographies
- L’imagier, choix et présentation des photographies par Pierre Smolik, Cahiers Gustave Roud, no 4, Lausanne et Carrouge, 1986.
- Terre d’ombres. Gustave Roud, itinéraire photographique, 1915-1965. Nicolas Crispini. Textes de Daniel Girardin, Nicolas Crispini, Sylvain Malfroy, Genève, Éditions Slatkine, 2002.

### Correspondance
- Albert Béguin – Gustave Roud, Lettres sur le romantisme allemand, éd. Françoise Fornerod et Pierre Grotzer, Lausanne, Études de Lettres, 1974.
- Henri Pourrat – Gustave Roud, Sur la route des hauts jardins, d’Ambert à Carrouge, éd. Gilbert Guisan et Doris Jakubec, Lausanne, Études de Lettres, 1979.
- Maurice Chappaz - Gustave Roud, Correspondance, 1939 – 1976, éd. Claire Jaquier et Claire de Ribaupierre, Genève, Zoé, 1993.
- Gustave Roud — Vio Martin : Correspondance littéraire et amoureuse, éd. Mousse Boulanger et Jean-Louis Cornuz, Lausanne, Éd. de l'Aire, 1994, 256 p.
- Gustave Roud, Lettres à Yves Velan, La Chaux-de-Fonds, [VWA], printemps 1998, p. 103-138.
- René Auberjonois, Avant les autruches, après les iguanes… Lettres à Gustave Roud, 1922-1954, éd. Doris Jakubec et Claire de Ribaupierre Furlan, Lausanne, Payot, 1999.
- Philippe Jaccottet – Gustave Roud, Correspondance 1942-1976, éd. José-Flore Tappy, Paris, Gallimard, 2002.
- Georges Borgeaud - Gustave Roud – Georges Borgeaud, Correspondance 1936-1974, Lausanne et Carrouge, Association des Amis de Gustave Roud, 2008, 136 p.
- Jacques Mercanton - Cahiers Gustave Roud, vol. 11, correspondance 1948 - 1972

### Traductions
- Poèmes de Hölderlin, Lausanne, Mermod, 1942. Rééd. Lausanne, Bibliothèque des Arts, 2002.
- Rilke, Lettres à un jeune poète, précédées d’Orphée et suivies de deux essais sur la poésie, Lausanne, Mermod, 1947.
- Novalis, Les Disciples à Saïs, Hymnes à la nuit, Journal, Lausanne, Mermod, 1948. Rééd. Lausanne et Montpellier, Bibliothèque des Arts et Fata Morgana, 2002.
- Novalis, Hymnes à la nuit, Albeuve, Castellsa, 1966.
- Georg Trakl, vingt-quatre poèmes, Paris, La Délirante, 1978.

#### en revue
- Autour de Gustave Roud, Solaire, 17, Issirac, juin 1977.
- Gustave Roud, Europe, no 882, Paris, octobre 2002.

### Site internet
- Recueils publiés, visualisations et photographies de l'œuvre de Gustave Roud : https://roud.unil.ch/